# Vatertage – Opa über Nacht
Vatertage – Opa über Nacht ist ein deutscher Spielfilm des Regisseurs Ingo Rasper aus dem Jahr 2012. Die Komödie nach einem Drehbuch der beiden Autoren Thomas Bahmann und Ralf Hertwig handelt von dem 37-jährigen Münchner Rikschafahrer Basti, dargestellt von Sebastian Bezzel, der eines Tages seine bis dato unbekannte 17-jährige Tochter Dina, das Resultat eines einstigen One-Night-Stands, und deren Baby Paul vor seiner Tür findet – und sich plötzlich mit den konventionellen Pflichten des Vater- und Großvaterseins konfrontiert sieht.
Der von der Claussen+Wöbke+Putz Filmproduktion in Koproduktion mit dem ZDF umgesetzte Film wurde zwischen August und Oktober 2011 in München und Umgebung gedreht und unter anderem vom FilmFernsehFonds Bayern, der Filmförderungsanstalt (FFA) und dem Deutschen Filmförderfonds (DFFF) gefördert. In den Hauptrollen sind neben Bezzel unter anderem Sarah Horváth, Heiner Lauterbach, Adam Bousdoukos, Monika Gruber und Christiane Paul zu sehen. Für die Kamera zeichnete Ueli Steiger verantwortlich. Musikalisch untermalt wurde der Film von der lokalen Brassband Moop Mama.

## Handlung
Vor der Haustür des 37-jährigen Münchner Lebenskünstlers und Rikschafahrers Basti steht eines Tages unerwartet die 17-jährige Dina aus Bitterfeld und behauptet glaubwürdig, seine Tochter zu sein. Überdies präsentiert sie ihm ihr Baby Paul und verlangt von Basti nicht nur die jahrelang fehlende Zuwendung, sondern auch den Unterhalt der letzten Jahre in Höhe von 15.000 Euro. Basti lebt mit seiner Schwester und deren halbwüchsigen Zwillingen zusammen in seinem Elternhaus und fühlt sich dadurch schon reichlich ausgelastet. Wenn er binnen zwei Tagen – eine Forderung von Dinas Mutter – das Geld nicht auftreibt, würde Dina noch länger bei ihm wohnen, und weitere Turbulenzen kann er nicht gebrauchen.
Doch weder sein frisch verliebter Vater Lambert, dessen griechischer Liebhaber Nektarios noch Bastis strenge Schwester Thea sind ihm bei der Suche nach einer finanziellen Spritze eine Hilfe. So bleibt Dina mit ihrem Kind vorerst in München und stellt damit Bastis Singledasein auf den Kopf. Es scheitert der Versuch, vom Jugendamt finanzielle Unterstützung zu bekommen, stattdessen gelingt es Basti, die Telefonnummer von Pauls Vater herauszubekommen. Dina hat ihn zwar verleugnet, doch macht der junge Mann am Telefon einen sehr glücklichen Eindruck, als er erfährt Vater geworden zu sein. Umgehend setzt er sich auf sein Moped und fährt von Bitterfeld nach München. Doch bis er da ist, muss sich Basti um Paul kümmern, da Dina es vorzieht, das Münchner Nachtleben zu erkunden. Fläschchen geben funktioniert dann noch recht gut, aber als Paul pausenlos weint und Basti keinen Einfall mehr hat, womit er das Kind beruhigen kann, ist er mit den Nerven ziemlich am Ende. Nun kommt er endlich auf die Idee, Pauls Windeln zu wechseln, und schon ist das Kind zufrieden und still.
Als Pauls Vater am nächsten Tag eintrifft, will Basti ihn eigentlich wieder zurückschicken, weil sich Dina sehr klar darüber geäußert hat, ihn nicht sehen zu wollen. Basti versucht, seine Tochter davon zu überzeugen, dass sie ihrem Kind den Vater nicht vorenthalten dürfe. Er würde sich ja schließlich auch freuen, sie kennengelernt und nun bei sich zu haben – zumal er inzwischen unfruchtbar sei und keine Kinder mehr bekommen könne. Auch Thea findet, dass sich ihr Bruder zu seinem Vorteil verändert und inzwischen familiäre Qualitäten entwickelt hätte. Doch nachdem Basti mit Dinas Mutter Kontakt aufnimmt, muss er von ihr erfahren, dass er gar nicht Dinas Vater ist. Da tröstet es ihn nur wenig, dass sie nie Unterhalt von ihm gefordert hat, wie seine Tochter behauptet hätte, da dies nur ein Trick von Dina und ihrer Freundin gewesen ist. Aber auch Dina ist enttäuscht, als ihre Mutter ihr gesteht, dass sie nicht Bastis Tochter wäre. Trotzdem möchte sie, dass Basti Pauls Opa bleiben soll. Als dann auch noch seine Musiker-Freunde ihm ein Ständchen bringen, ist er wieder mit sich und der Welt im Reinen. Dina kehrt mit Paul nach Bitterfeld zurück, geht wieder zur Schule und schickt Basti nun regelmäßig Videos von sich und Paul.
Nach einigen Monaten kommt Debbie, Bastis letzte Freundin, zu ihm und ist offensichtlich schwanger. Basti ist irritiert, aber dennoch erfreut als sie andeutet, dass er der Vater sein könnte. Er verspricht ihr, wenn sie meine, er wäre der Vater, dann will er es auch sein. Auf einem Foto sieht man später Basti, gemeinsam mit Debbie und einem dunkelhäutigen Baby.

## Soundtrack
| Nr. | Titel                       | Interpret                 | Länge |
| --- | --------------------------- | ------------------------- | ----- |
| 1.  | El Bum Bum                  | Martin Probst             | 2:50  |
| 2.  | I bin’s, der Basti          | Martin Probst, Peter Horn | 2:35  |
| 3.  | Rikschajagd                 | Martin Probst, Peter Horn | 1:33  |
| 4.  | Stroke of a Wing            | Martin Probst, Peter Horn | 3:15  |
| 5.  | Alles, was du super findest | Martin Probst, Peter Horn | 1:52  |
| 6.  | Liebe                       | Moop Mama                 | 3:29  |
| 7.  | Du bist es                  | Martin Probst, Peter Horn | 1:57  |
| 8.  | The Fight of the Bumblebee  | Nikolai Rimski-Korsakow   | 1:13  |
| 9.  | Kopfzerbrecher Rumba        | Martin Probst, Peter Horn | 0:50  |
| 10. | Der große Kater             | Martin Probst, Peter Horn | 1:49  |
| 11. | Geliebte                    | Moop Mama, Fatoni         | 3:13  |
| 12. | Griechische Hochzeit        | Martin Probst, Peter Horn | 1:54  |
| 13. | Die Guru von die Beatles    | Martin Probst, Peter Horn | 1:41  |
| 14. | Weißrussen!                 | Martin Probst, Peter Horn | 2:12  |
| 15. | Stunde der Wahrheit         | Martin Probst, Peter Horn | 2:12  |
| 16. | Machste mit?                | Martin Probst, Peter Horn | 4:06  |
| 17. | Zorbas Dance                | Mikis Theodorakis         | 1:20  |
| 18. | Oansa                       | Martin Probst, Peter Horn | 3:03  |

## Kritiken

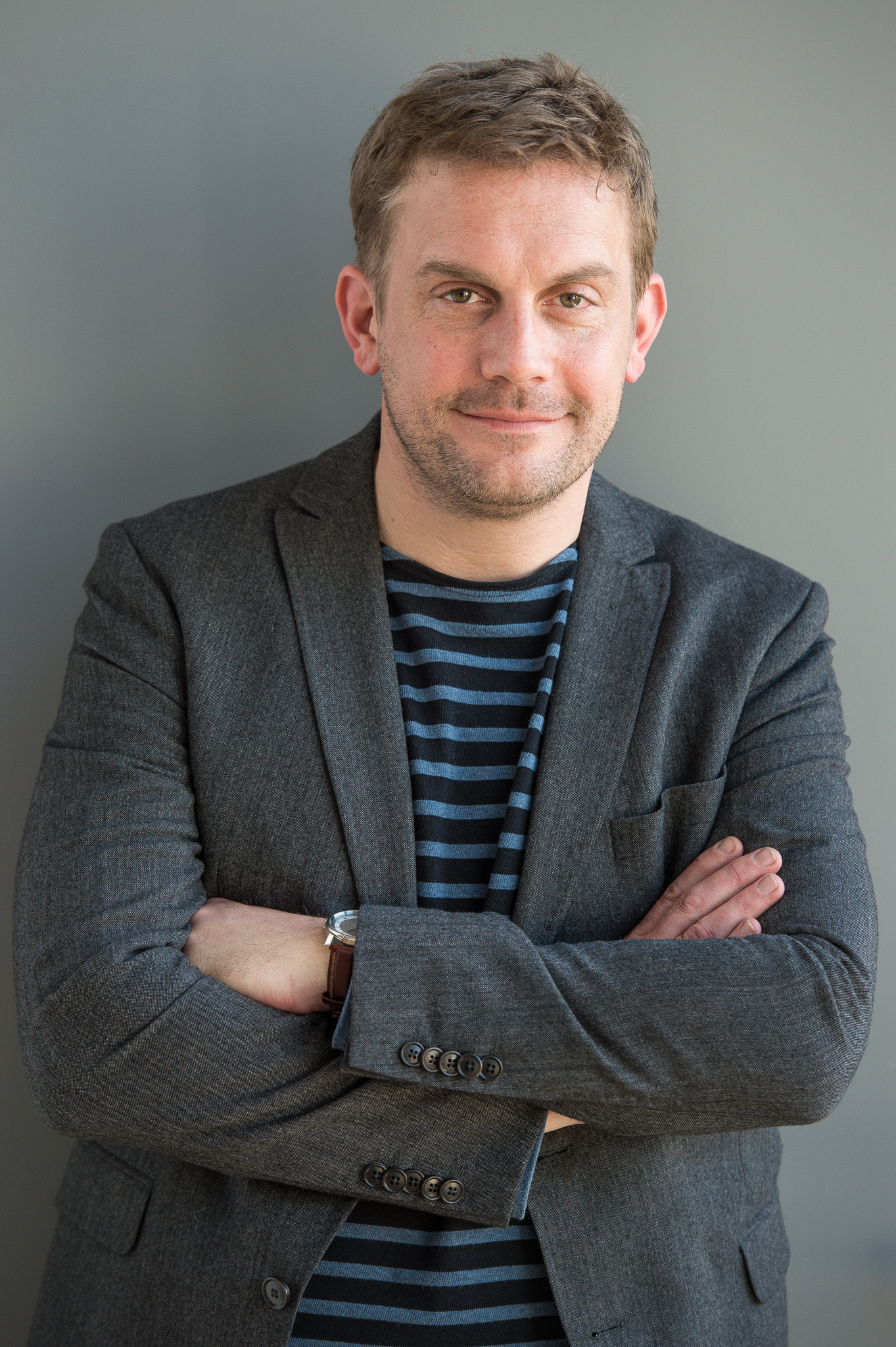
Sebastian Bezzel erntete positive Kritiken für sein Spiel im Film.

Kino.de verglich den Film mit bajuwarisch geprägten Komödien wie Markus Gollers Eine ganz heiße Nummer (2011) und Marcus H. Rosenmüllers Wer’s glaubt wird selig (2012), befand jedoch, dass Vatertage im Gegensatz „nicht immer ins Schwarze“ träfe: Diese bayerische Komödie lässt kein Klischee aus – von der Lederhose über den Leberkäs bis zur Blasmusik ist alles dabei, was sich ein Nordlicht unter München vorstellt. Das ist für den Einheimischen vielleicht manchmal etwas zu viel des Guten und nicht gerade mit dem Humor nördlich der Mainlinie kompatibel, auch wenn Witz aufblitzt […] Über die Untiefen des Humors bei dieser mit den üblichen Versatzstücken verzierten Komödie über (falsche) Familienzusammenführung helfen die selbstironischen Darsteller hinweg.
Slagman Tim von Filmstarts bewertete den Film mit zwei aus fünf möglichen Sternen und schrieb: „Mit Vatertage – Opa über Nacht erzählt Ingo Rasper allzu routiniert und klischeehaft von der Läuterung eines bajuwarischen Hallodris – nur die Nebenrollen machen einiges her […] Wenn die Vorurteile allerdings erst einmal aufeinandergeprallt und die groben Konfliktlinien etabliert sind, nimmt auch die Erzählung Tempo auf. Manche Rollen sind dabei erfreulich gegen den Strich landläufiger Images gebürstet.“
Jens Hinrichsen vom Filmdienst meinte über Vatertage: „Sarah Horváth macht mit selbstbewusster Präsenz wett, was ihrer Tochter-Rolle im Drehbuch an Substanz fehlt, und Sebastian Bezzel ist als halb schelmischer, halb vertrottelter Vater wider Willen eine Wucht. Das Salz in der Suppe sind jedoch die durchweg ausdrucksstark besetzten Nebenfiguren […] Insgesamt ist „Vatertage“ [eine] amüsante, dialogwitzig und rasant, wie eine Rikscha-Fahrt auf abschüssiger Straße, erzählte Komödie um Missverständnisse und Annäherung – zwischen Männern und Frauen wie zwischen Ost- und Westdeutschen. Der etwaige Vorwurf, Rasper hantierte mit zu vielen Klischees, greift nicht, weil das Erwartbare immer wieder unterlaufen wird. Erst zum versöhnlichen Ende hin wird München dann doch arg hochglanzprospektmäßig als Hauptstadt bayerischer Liberalität und Multikulti-Harmonie beworben. Das wirkt nicht lustig, sondern eher wie fehlplatziertes Stadt-Marketing.“
Die Deutsche Film- und Medienbewertung (FBW) verlieh der Produktion das Prädikat besonders wertvoll. In ihrer Begründung äußerte die Jury: „Man hätte daraus eine grandiose Filmklamotte machen können, was das zitierte Drehbuch, die wunderbare Inszenierung von Ingo Rasper und ein herrlich zusammengestellter Cast an tollen Schauspielern aber sehr erfolgreich verhindert. Keiner der vielen Gags ist unter der Gürtellinie, das Spiel des Darsteller-Teams zauberhaft natürlich, wobei Sebastian Bezzel zu Hochform aufläuft, Sarah Horváth eine echte Entdeckung ist und Heiner Lauterbach eine Glanzparodie als Schwuchtel abzuliefern vermag […] Was den Film im Genre Komödie dann letztlich auf ein Niveau hebt, was eine Auszeichnung mit dem Prädikat besonders wertvoll verdient, ist, dass die Themen des Films, um die es letztlich geht (wie „Beziehungsprobleme mit Kind, ohne Kind, Kindverschweigen, Kindverweigern, Unfruchtbarkeit, Vatersuche etc.“) durchaus mit ernsthaftem Unterton eingebracht wurden.“

## Aufführung
Die Komödie feierte am 5. August 2012 beim Fünf Seen Filmfestival in Starnberg Erstaufführung. Der offizielle deutsche Kinostart durch Studiocanal folgte schließlich am 13. September. Bis Oktober 2012 verzeichnete Vatertage rund 124.005 Besucher in den Kinos. Mit insgesamt 130.229 Besuchern konnte sich die Komödie in den Top 50 der meistgesehenen deutschen Kinoproduktionen des Jahres 2012 platzieren.